# India.Arie
India Arie Simpson, mais conhecida como India.Arie - o ponto não se lê - (Denver, 3 de outubro de 1975), é uma cantora, compositora e musicista estadunidense. Entre seus temas mais conhecidos, estão "Video" (2001), "Brown Skin" (2001) e "I Am Not My Hair" (2006). India.Arie já foi premiada com quatro Grammy Awards, incluindo o de Melhor Álbum R&B, pelo álbum Voyage to India (2002)

## Biografia
India.Arie nasceu em Denver, Colorado, em 1975. Desde pequena, ela era influenciada pelo seus pais a desenvolver as suas habilidades musicais. Sua mãe, Joyce Simpson, cantava profissionalmente, e seu pai, Ralph Simpson, jogou basquetebol na ABA e NBA.

## Indicações e Vitórias no Grammy Awards
| Ano  | Categoria                                           | Gênero  | Música                                                                             | Resultado |
| ---- | --------------------------------------------------- | ------- | ---------------------------------------------------------------------------------- | --------- |
| 2002 | Gravação do Ano                                     | Geral   | "Video"                                                                            | Indicada  |
| 2002 | Álbum do Ano                                        | Geral   | Acoustic Soul                                                                      | Indicada  |
| 2002 | Canção do Ano                                       | Geral   | "Video"                                                                            | Indicada  |
| 2002 | Melhor Artista Revelação                            | Geral   | —                                                                                  | Indicada  |
| 2002 | Melhor Performance Feminina de R&B Com Vocais       | R&B     | "Video"                                                                            | Indicada  |
| 2002 | Melhor Canção de R&B                                | R&B     | "Video"                                                                            | Indicada  |
| 2002 | Melhor Álbum de R&B                                 | R&B     | Acoustic Soul                                                                      | Indicada  |
| 2003 | Melhor Colaboração Pop Com Vocais                   | Pop     | "The Christmas Song" (com Stevie Wonder)                                           | Indicada  |
| 2003 | Melhor Performance de Música Urbana Alternativa     | R&B     | "Little Things"                                                                    | Vencedora |
| 2003 | Melhor Canção de R&B                                | R&B     | "Good Man"                                                                         | Indicada  |
| 2003 | Melhor Álbum de R&B                                 | R&B     | Voyage to India                                                                    | Vencedora |
| 2006 | Melhor Colaboração Pop Com Vocais                   | Pop     | "A Time to Love" (Stevie Wonder com India.Arie)                                    | Indicada  |
| 2007 | Melhor Performance Feminina de R&B Com Vocais       | R&B     | "I Am Not My Hair"                                                                 | Indicada  |
| 2007 | Melhor Canção de R&B                                | R&B     | "I Am Not My Hair"                                                                 | Indicada  |
| 2007 | Melhor Álbum de R&B                                 | R&B     | Testimony: Vol. 1, Life & Relationship                                             | Indicada  |
| 2008 | Melhor Canção de R&B                                | R&B     | "Beautiful Flower"                                                                 | Indicada  |
| 2009 | Melhor Performance de Música Urbana Alternativa     | R&B     | "Words" (com Anthony David)                                                        | Indicada  |
| 2010 | Melhor Performance por uma Dupla ou um Grupo de R&B | R&B     | "Chocolate High" com Musiq Soulchild                                               | Indicada  |
| 2010 | Melhor Performance Urbano e/ou Alternativa          | R&B     | "Pearls" (com Dobet Gnahoré)                                                       | Vencedora |
| 2010 | Melhor Álbum de R&B                                 | R&B     | Testimony: Vol. 2, Love & Politics                                                 | Indicada  |
| 2011 | Melhor Colaboração Pop Com Vocais                   | Pop     | "Imagine" (with Herbie Hancock, P!nk, Seal, Konono Nº1, Jeff Beck & Oumou Sangaré) | Vencedora |
| 2018 | Melhor Álbum New Age                                | New Age | "SongVersation: Medicine"                                                          | Indicada  |
| 2020 | Melhor Performance de R&B Tradicional               | R&B     | "Steady Love"                                                                      | Indicada  |

## Discografia

### Álbuns de estúdio
| Ano  | Álbum                                                                                     | Tabelas musicais | Tabelas musicais | Tabelas musicais | Tabelas musicais |
| Ano  | Álbum                                                                                     | U.S.             | U.S. R&B         | CAN              | UK               |
| ---- | ----------------------------------------------------------------------------------------- | ---------------- | ---------------- | ---------------- | ---------------- |
| 2001 | Acoustic Soul - Lançado: 27 de Março de 2001 - Gravadora: Motown                          | 10               | 3                | 21               | 55               |
| 2002 | Voyage to India - Lançado: 24 de Setembro de 2001 - Gravadora: Motown                     | 6                | 1                | 12               | 82               |
| 2006 | Testimony: Vol. 1, Life & Relationship - Lançado: 27 de Junho de 2006 - Gravadora: Motown | 1                | 1                | 29               | 103              |
| 2009 | Testimony: Vol. 2, Love & Politics - Lançado: 10 de Fevereiro de 2009 - Gravadora: Motown | 3                | 2                | —                | —                |

## Singles
| Ano  | Single                                 | Tabelas musicais | Tabelas musicais | Tabelas musicais | Álbum                                  |
| Ano  | Single                                 | U.S.             | U.S. R&B         | UK               | Álbum                                  |
| ---- | -------------------------------------- | ---------------- | ---------------- | ---------------- | -------------------------------------- |
| 2001 | "Video"                                | 47               | 45               | 32               | Acoustic Soul                          |
| 2001 | "Brown Skin"                           | 109              | 39               | 29               | Acoustic Soul                          |
| 2001 | "Strength, Courage & Wisdom"           | —                | 76               | —                | Acoustic Soul                          |
| 2001 | "Ready for Love"                       | —                | —                | —                | Acoustic Soul                          |
| 2002 | "Little Things"                        | 89               | 33               | 62               | Voyage to India                        |
| 2003 | "Can I Walk with You"                  | —                | —                | —                | Voyage to India                        |
| 2003 | "The Truth"                            | —                | 105              | —                | Voyage to India                        |
| 2003 | "Get It Together"                      | —                | —                | —                | Voyage to India                        |
| 2005 | "Purify Me"                            | —                | 53               | —                | Diary of a Mad Black Woman             |
| 2006 | "I Am Not My Hair" (com Akon)          | 97               | 47               | 65               | Testimony: Vol. 1, Life & Relationship |
| 2006 | "The Heart of the Matter"              | —                | —                | 79               | Testimony: Vol. 1, Life & Relationship |
| 2006 | "There's Hope"                         | 105              | 33               | —                | Testimony: Vol. 1, Life & Relationship |
| 2007 | "Beautiful Flower"                     | 56               | —                | —                | —                                      |
| 2008 | "Chocolate High" (com Musiq Soulchild) | 114              | 19               | —                | Testimony: Vol. 2, Love & Politics     |
| 2009 | "Therapy" (com Gramps Morgan)          | —                | —                | —                | Testimony: Vol. 2, Love & Politics     |

### Colaborações emsingles
| Ano                                          | Single                                                | Tabelas musicais | Tabelas musicais | Tabelas musicais | Tabelas musicais | Tabelas musicais | Tabelas musicais | Tabelas musicais | Tabelas musicais | Tabelas musicais | Álbum         |
| Ano                                          | Single                                                | U.S.             | U.S. R&B         | US Main          | CAN              | NOR              | IRL              | NZ               | SUÉ              | ESP              | Álbum         |
| -------------------------------------------- | ----------------------------------------------------- | ---------------- | ---------------- | ---------------- | ---------------- | ---------------- | ---------------- | ---------------- | ---------------- | ---------------- | ------------- |
| 2001                                         | "Peaceful World" (com John Mellencamp)                | 104              | —                | —                | —                | —                | —                | —                | —                | —                | Cuttin' Heads |
| 2008                                         | "Words" (com Anthony David)                           | —                | 53               | —                | —                | —                | —                | —                | —                | —                | Acey Duecy    |
| 2010                                         | "We Are the World 25 for Haiti" (com vários artistas) | 2                | —                | —                | 8                | 3                | 9                | 17               | 17               | 27               | —             |
| "—" Não entrou na tabela musical deste país. |                                                       |                  |                  |                  |                  |                  |                  |                  |                  |                  |               |